# Алиса в приказната страна на сладкарството
„Алиса в приказната страна на сладкарството“ (на английски: Alice's Wonderland Bakery) е американски компютърно анимиран сериал, създаден за Disney Junior от Челси Бейл, и е вдъхновен от „Алиса в Страната на чудесата“ (1951), част от едноименния франчайз. Озвучаващия състав се състои от Либи Ру, Абигейл Естрела, Си Джей Ю, Джак Стентън, Секунда Ууд и Одри Василевски.
Сериалът е продуциран от Disney Television Animation и се излъчва премиерно по Disney Junior на 9 февруари 2022 г. В същия ден на премиерата, първите шест епизода са пуснати в стрийминг услугата Дисни+. През април 2022 г. сериалът е подновен за втори сезон.

## Актьорски състав
- Лили Ру – Алиса
- Си Джей Ю – Хати
- Джак Стантън – Фърджи, белия заек
- Абигейл Естрела – Принцеса Роза
- Секунда Ууд – Готвачката
- Одри Василевски – Дина, котката на Алиса
- Крейг Фъргюсън – Бравата
- Еден Еспиноза – Кралицата на сърцата
- Джон Секада – Кралят на сърцата
- Ванеса Бейър – Туидъл Ду
- Боби Мойнихан – Туидъл Донт
- Доналд Фейсън – Хари, мартенския заек
- Рич Сомър – Капитан Додо
- Макс Митълман – Чеширския котак
- Джордж Салазар – Татко Шапкар
- Мелиса ван дер Шиф – Джоджо
- Манди Гонзалес – Майка Роза
- Ивет Никол Браун – Мама Зайка
- Лесли Никол – Айрис
- Али Строкър – Дейзи

## В България
В България сериалът се излъчва през 2022 г. по локалната версия на „Disney Junior“ с нахсинхронен дублаж на български език, записан в студио „Александра Аудио“. В него участват Калина Асенова (Алиса), Ася Рачева (Кралицата на сърцата), Явор Караиванов (Кралят на сърцата/Татко Шапкар), Петър Върбанов и други.